# Beáta Palya
Dans le nom hongrois Palya Beáta, le nom de famille précède le prénom, mais cet article utilise l’ordre habituel en français Beáta Palya, où le prénom précède le nom.
Beáta Palya ([ˈbɛa:tɒ], [ˈpɒjɒ]), née le 11 novembre 1976 à Makó, est une chanteuse hongroise.

## Biographie
Née en 1976 à Makó, elle est issue d'une famille de musiciens et de mélomanes. Elle passe son enfance à Bag, dans le comitat de Pest où elle commence le chant et la danse dans le club de danse du village. Elle effectue sa scolarité au lycée János Apáczai Csere (Apáczai Csere János Gimnázium) de Budapest jusqu'en 1994 puis entreprend des études d'ethnographie à l'Université Loránd Eötvös (Eötvös Loránd Tudományegyetem). Elle en sort diplômée en 2002.
En 1992, elle est la chanteuse du groupe Zurgó együttes puis en 1996 du groupe Laokoón csoport. De 1997 à 2002, elle est membre de la troupe du Cirque Szabolcs Szőke ; entre-temps, en 2000, elle fonde le groupe Folkestra együttes avec András Monori, et enregistre une première démo. En 2002, elle obtient une bourse de l'Institut français de Budapest et part pendant quelques mois à Paris. Elle y apprend notamment le Kakoli Sengupta auprès d'un chanteur indien. Elle rentre à Budapest en 2003 et y entame une carrière solo. En 2005, elle fonde son propre ensemble musical, le Palya Bea Quintet együttes avec lequel elle se produit parfois en Hongrie et à l'étranger. Elle interprète de nombreux chants inspirés des cultures hongroise, tzigane et bulgare. Elle n'hésite pas non plus à y insuffler quelques sonorités jazz,.

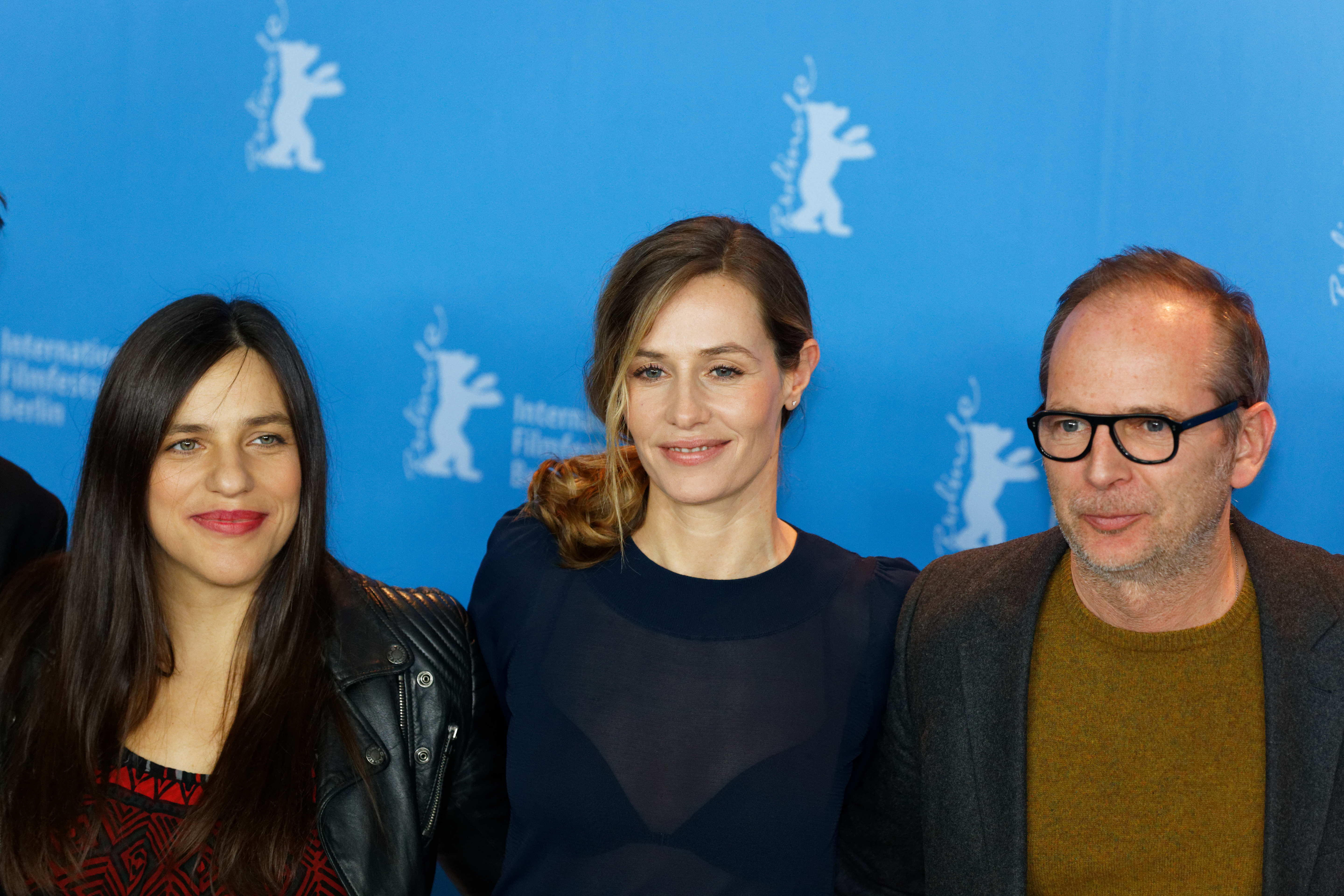
Beáta Palya,Cécile de France et Étienne Comar. Berlinale

En 2006, elle réalise la bande originale de Transylvania de Tony Gatlif et fait même plusieurs apparitions dans le film,.
En 2008, un de ses albums, Adieu les complexes est triple album d'or en Hongrie. L'album Egyszálének sorti en 2009 est double disque de platine.
En 2016, elle interprète la femme de Django Reinhardt dans le film Django sorti en 2017.  Ce film fait l'ouverture de la Berlinale la même année.